# Rememory
Rememory ist ein US-amerikanischer Kriminalfilm mit Science-Fiction-Elementen aus dem Jahr 2017. Regie führte Mark Palansky, das Drehbuch schrieb er zusammen mit Michael Vukadinovich. Es spielen Peter Dinklage, Julia Ormond, Anton Yelchin, Henry Ian Cusick, Gracyn Shinyei und Colin Lawrence. Rememory hatte seine Weltpremiere am 25. Januar 2017 auf dem Sundance Film Festival 2017.

## Handlung
Rückblendeː Nach einem feuchtfröhlichen Abend des Wiedersehens zwischen den Brüdern Sam und Dash Bloom geschieht auf der Nachhausefahrt ein Autounfall, bei dem Dash stirbt. Kurz vor seinem Tod murmelt er einige Worte, die der verzweifelte Sam nicht versteht.
Jetztː Gordon Dunn, ein genialer Psychologe und Wissenschaftler des Konzerns Cortex, hat eine Maschine entwickelt, mit der Erinnerungen detailgetreu ohne Überlagerungen weiterer Erinnerungen oder Verfälschungen durch Interpretationen aufgezeichnet werden können. Nach einer Studie mit Versuchspersonen wird auf einer großen Veranstaltung der Erfolg der Erfindung verkündet. Mehrere der Versuchspersonen sind nicht glücklich mit dem, was der Erinnerungsprozess in ihnen ausgelöst hat. Am Abend besuchen unabhängig voneinander zwei dieser Personen Gordon Dunn in seinem Büro im Konzernː Wendy und Todd. Wendy hatte Gordon bereits auf der Veranstaltung mitgeteilt, dass sie mit der Veröffentlichung ihrer Erinnerungen nicht einverstanden sei, Todd stellt Gordon wegen anderer Probleme in dessen Büro zur Rede. Auch Gordon selbst äußert Bedenken gegenüber seinem Geschäftspartner Robert Lawton. Am nächsten Morgen findet man Gordon tot in seinem Büro. Die offizielle Todesursache wird als Aneurysma veröffentlicht.
Der Modellbauer Sam Bloom saß am Abend des Todes von Gordon Dunn in seinem Auto wartend vor dem Bürokomplex von Cortex. Er macht nach der Beerdigung bei der Witwe, Carolyn Dunn, einen Kondolenzbesuch und erfindet dabei eine Geschichte, wie er und Gordon sich angeblich kennengelernt haben. Carolyn ist gerührt und die beiden sprechen lange. Als Sam nach einiger Zeit geht, stiehlt er den Hausschlüssel. Danach entwendet er aus Gordons heimischem Büro den Aktenkoffer mit der Maschine und die gläsernen Speicherkarten, auf denen die Erinnerungen der Versuchspersonen gespeichert sind. Sam will die Ungereimtheiten im Zusammenhang mit Gordons Tod aufklären und auch die letzten Worte seines sterbenden Bruders herausfinden. Im Laufe der Ermittlungen, in denen dem Zuschauer klar wird, dass jede beteiligte Person sich in irgendeiner Weise schuldig gemacht hat, gerät Sam ins Visier von Dunns Geschäftspartner Robert Lawton, der auch die Witwe unter Druck setzt, weil die Maschine verschwunden ist. Lawton befürchtet, dass die Entwicklungen und damit auch der Gewinn um wenigstens ein Jahr zurückgeworfen werden, wenn sie nicht schnell wieder auftaucht. 
Bald wird Folgendes klarː Todd hätte ohne die Wiederbelebung seiner Erinnerungen durch die Maschine seine Mitschuld am Tod einer Kollegin bei einem Raubüberfall nie erfahren. Er hatte die Erinnerungen komplett verdrängt. Jetzt wird er von Schuldgefühlen geplagt und wünscht Gordon Dunn den Tod. Er schafft es aber nicht, Gordon zu erschießen, als er ihm im Büro gegenübersteht, und läuft davon. Wendy hatte sich auf eine Affäre mit Gordon eingelassen. Das bereut sie nun bitter und möchte ihre Erinnerungsspeicher zurück, als sie erkennt, dass Gordon zu seiner Frau zurückkehrt. Als sie im Büro eintrifft, ist Gordon bereits tot. Sie stiehlt die Maschine, fühlt sich aber überfordert, als ihr die gläsernen Erinnerungsspeicher zu Boden fallen, und bringt alles ohne gesehen zu werden ins heimische Büro von Gordon, wo dann Sam den Koffer stiehlt, die Speicher sortiert, sie sich anschaut und die Zusammenhänge herausfindet. Parallel speichert er seine eigenen Erinnerungen ab. Gordon Dunn selbst hatte sich schuldig am Tod seiner kleinen Tochter gefühlt, die bei einem Autounfall ums Leben kam. Seine Trauer war so überwältigend, dass seine Organe beim permanenten Erinnerungsschauen versagten. Es war also eine Art Selbstmord. 
Zu guter Letzt muss Sam erkennen, dass sein Bruder Dash im Sterben einfach nur den letzten Song weitersang, den die Brüder zusammen im Auto angestimmt hatten. Der Zuschauer erfährt, dass Sam den Wagen gefahren und den Unfall verursacht hatte, bei dem sein Bruder und die kleine Tochter der Dunns starben. Gordon und Carolyn waren so schwer verletzt, dass sie nichts mitbekamen. Sam zerrte seinen toten Bruder vom Beifahrersitz auf die Fahrerseite, so dass Dash als Unfallverursacher beschuldigt wurde. Denn Sam hatte glänzende Zukunftsaussichten, während Dash in den Tag hineinlebte. Eine Verurteilung hätte Sam den Job gekostet. Jedoch die Schuldgefühle zerfressen ihn.

## Produktion
Der Film war länger in der Planung. Bereits im März 2012 wurden Catherine O’Hara und Peter Dinklage als Schauspieler für das Projekt verpflichtet. Im Februar 2016 stieß auch Julia Ormond zur Besetzung. Die Dreharbeiten in Kanada liefen vom 25. Januar bis 22. Februar. Die Filmproduktion war eine der letzten von Anton Yelchin, der bei einem Unfall jung verstarb.
In einem Interview erklärt Mark Palansky, dass er bei der Produktion auch visuelle Erinnerungen in einer Art Crowdsourcing-Kampagne online gesammelt hatte („we crowdsourced memories“). Von den Filmsequenzen, die als aufgezeichnete Erinnerungen eingesetzt werden, wurden zweihundert produziert, einige über das Crowdsourcing eingesandt und einige fand er auf Instagram. Die Produktion nahm Kontakt auf und bekam die Erlaubnis zur Nutzung.

## Distribution
Der Film wurde ab dem 24. August 2017 für zwei Wochen exklusiv zum kostenfreien Download auf Google Play in 28 Ländern zur Verfügung gestellt. Die Länder waren: Vereinigten Staaten, Vereinigtes Königreich, Kanada, Irland, Australien, Neuseeland, Albanien, Antigua und Barbuda, Belize, Botswana, Kambodscha, Fidschi, Island, Jamaika, Mazedonien, Malta, Namibia, Nepal, Papua-Neuguinea, Philippinen, Ruanda, Sri Lanka, Trinidad und Tobago, Uganda, Sambia und Simbabwe. Ab dem 8. September 2017 wurde Rememory von Lionsgate Premiere, einer jüngeren Tochterfirma von Lionsgate im Limited Release (geringe Anzahl an Kinos) in den USA sowie als Video-on-Demand vertrieben. Am 8. November 2018 startete der Film in den deutschen Kinos. Unter dem Titel Rememory – Im Schatten der Erinnerung erschien er am 22. Mai 2019 in Deutschland auf DVD und Blu-ray.

## Kritik
John DeFore vom Hollywood Reporter findet, dass der Film am besten als Whodunit-Krimi funktioniere, trotz all der starken philosophischen und emotionalen Aspekte, die das Thema der Erinnerungstechnik mit sich bringe. Während ihm einige der Science-Fiction-Elemente nicht immer schlüssig erscheinen, lobt er die Darstellung von Peter Dinklage als sensibler, geradezu therapeutisch begabter Detektiv Sam Bloom.

## Auszeichnungen
- 2017: Nominiert für den Canadian Cinema Editors Award in der Kategorie Spielfilm